# Ауде, Хулиан
Хулиан Эсекиэль Ауде Бернарди (исп. Julián Ezequiel Aude Bernardi; 24 марта 2003, Ланус) — аргентинский футболист, левый защитник клуба «Лос-Анджелес Гэлакси».

## Клубная карьера
В пятилетнем возрасте начал играть в футбол в составе «КБП Николас Авельянеда»; впоследствии присоединился к футбольной академии «Лануса». 29 ноября 2020 года дебютировал в основном составе «Лануса» в матче против «Тальереса (Кордова)». 23 февраля 2022 года забил свой первый гол за клуб в матче Кубка Аргентины против «Дефенсорес де Камбасерес».
21 марта 2023 года перешёл в клуб MLS «Лос-Анджелес Гэлакси», подписав пятилетний контракт до конца сезона 2027. В высшей лиге США дебютировал 16 апреля в дерби против «Лос-Анджелеса», отыграв 18 минут после выхода на замену вместо Рахима Эдвардса. 10 мая в матче 1/16 финала Открытого кубка США 2023 против «Сиэтл Саундерс» забил свой первый гол за «Гэлакси».

## Карьера в сборной
Выступал за сборные Аргентины до 16, до 17, до 18 и до 20 лет.
В марте 2019 года Пабло Аймар вызвал Хулиана на чемпионат Южной Америки (до 17 лет) в Перу. Сборная Аргентины одержала победу на турнире.
В июне 2019 года принял участие Мемориала Гранаткина в Санкт-Петербурге, в котором аргентинцы одержали победу.

## Достижения
Лос-Анджелес Гэлакси
- Обладатель Кубка MLS: 2024
- Победитель Западной конференции MLS: 2024

Сборная Аргентины (до 17 лет)
- Победитель чемпионата Южной Америки (до 17 лет): 2019

Аргентины (до 18 лет)
- Победитель Мемориала Гранаткина: 2019